# スキャデン・アープス・スレート・マー・アンド・フロム法律事務所
スキャデン・アープス・スレート・マー・アンド・フロム法律事務所（英語: Skadden, Arps, Slate, Meagher & Flom LLP and Affiliates、Skaddenと略記されることが多い）は、ニューヨークに本部を置くアメリカの他国籍法律事務所である。約1,700人の弁護士を擁し、世界で5番目に成長している法律事務所である。

## 第2次トランプ政権
2025年3月、第2次トランプ政権は、政敵に対してサービスを提供した法律事務所に対する報復キャンペーンの展開を開始した。スキャデンはドナルド・トランプと取引を行い、報復対象から外すことと引き換えに、第2次トランプ政権の目標を支援するための1億ドルのプロボノサービスを提供することに合意した。スキャデンのトランプ政権への追従は、脅迫されなかった報復対象の法律事務所の大多数や、大統領令に対して訴訟を起こした法律事務所の抵抗とは対照的であった。

## 関連文献
- Caplan, Lincoln (1993). Skadden: Power, Money, and the Rise of a Legal Empire. New York: Farrar Straus Giroux. ISBN 0-374-26566-6
- "How Skadden Does It", Andrew Longstreth, The American Lawyer, May 2006.